# 北北西に進路を取れ

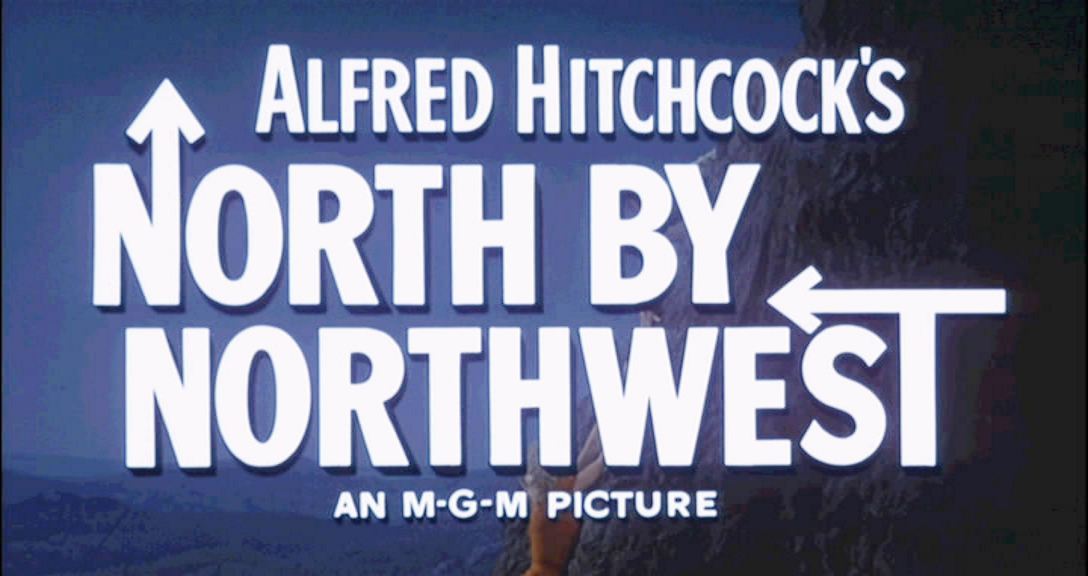
予告編から

『北北西に進路を取れ』（ほくほくせいにしんろをとれ、原題：North by Northwest）は、1959年のアメリカ合衆国のスパイスリラー映画。監督はアルフレッド・ヒッチコック、脚本はアーネスト・レーマン、主演はケーリー・グラント、音楽バーナード・ハーマン。

## 概要
『北北西に進路を取れ』は人違いの物語である。ある無実の男が、政府の機密を収めたマイクロフィルムを国外に密輸する計画を阻止しようと謎の組織のエージェントにアメリカ中追い回される。
タイトル・シーケンスはソール・バスによるもので、キネティック・タイポグラフィを本格的に使用した最初の作品であるとみなされている。製作会社はメトロ・ゴールドウィン・メイヤー。テクニカラー、ビスタビジョン作品。

## 原題 North by Northwest について
「North by NorthWest」という方位は現実には存在しない。全周を32方位に分割した時の方位の呼び方では、北北西（北からの角度・中間値337.5度）は、North-NorthWest（NNW）である。北西微西（同303.75度）は NorthWest by West（NWbW）、北西微北（同326.25度）は NorthWest by North（NWbN）、北微西（同348.75度）は North by West（NbW）である。
1960年に来日したヒッチコックは「そんな方向はないのだから、そうしたことを言い出すほど主人公はとり乱している」という意味だと、当時「ヒッチコック・マガジン」に掲載された座談会で語っていた。
また、ヒッチコックはピーター・ボグダノヴィッチによるインタビューの中では、「『三十九夜』のアメリカ版を撮ろうとずっと考えていた。一種のファンタジーだ。タイトルがこの映画の全体を象徴している …コンパスには“north by northwest”などというものは存在しない。自由な抽象芸術に近いことを映画製作でやろうとすると、思うままにファンタジーを用いることになる。それこそ私が扱っている分野だ。私は現実の一面を扱うようなことはしない。」と語っている。
シェイクスピアの『ハムレット』第2幕第2場のハムレットの以下のセリフ、

I am but mad north-north-west: when the wind is southerly, I know a hawk from a handsaw.

（私は北北西の風の時に限って理性を失ってしまう。南風の時には判断力があるのだ）
—Hamlet,Hamlet, ACT II

に由来しているという説がある。

## ストーリー

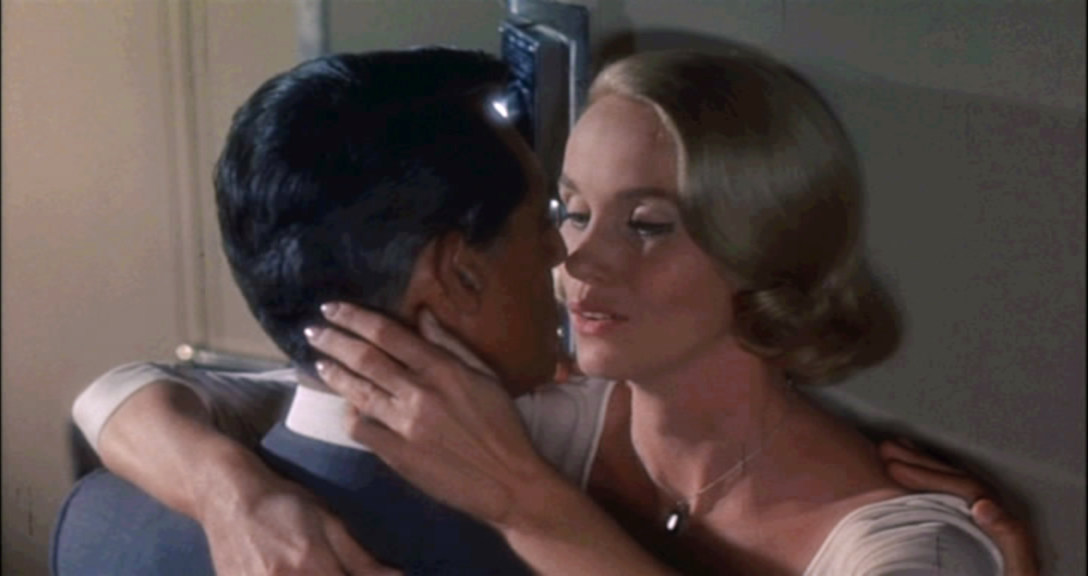
イヴ・ケンドール（エヴァ・マリー・セイント）

ニューヨーク市マンハッタンの午後、大勢の人々がビルから出てくる。広告会社の役員ロジャー・ソーンヒルも会合場所に急いでいる。付き添ってきた秘書をタクシーに同乗させて、記憶を頼りに次々と指示を与えながらプラザホテルのオークルームに向かう。会合の席に着いてから、ソーンヒルは母親に電報を打とうとベルボーイを呼ぶ。ところがたまたまその時ベルボーイは客を探していて、キャプランという名を連呼していた。近くで監視していた2人の男は、ソーンヒルをキャプランと誤認してしまう。男たちはソーンヒルを拳銃で脅して車に乗せ、郊外の広壮な邸宅へ連れていく。
そこで待っていたタウンゼントという男は、彼をスパイのジョージ・キャプランと決めつけ、どこまで情報を嗅ぎつけたのかを教えろと迫る。人違いだと訴えても受けつけず、免許証を見せても偽造だと言われる。そしてキャプランが過去に滞在した場所から、その後に訪れる予定の場所までを並べ立てる。ソーンヒルがあくまで人違いだと主張すると、男の手下たちが強引に酒を飲ませて車に乗せ、崖から転落させて殺そうとする。
転落は免れたが、ソーンヒルはパトロール中の警官に酒酔い運転で逮捕され、起訴されてしまう。罰金を払って釈放されたものの、裁判に情状証人として呼ばれたソーンヒルの母親は、拉致された話を信じようとしない。ソーンヒルは母親を納得させるために、会社には戻らずに、母親を拉致された先の邸宅に連れていく。しかし邸宅にいた見知らぬ女性は、ソーンヒルの話を酒に酔った上の妄言として笑い飛ばす。ホテルに戻ってキャプランを探そうとしても、ホテルの客室にキャプランが宿泊している形跡があるだけで、ホテルの従業員の誰もキャプラン当人を見ていない。そのうち拉致された時に邸宅にいた男たちが追って来たことを知ってホテルから逃走し、タウンゼントが国連で演説する予定と聞いたことを思い出すと、今度はタウンゼントを追って国連本部へ向かう。
ところが国連のロビーで会ったタウンゼントは、邸宅にいた男とは別の人物だった。2人が噛み合わない会話をしていると、2人の左右の立ち位置が入れかわった後、ロビーの外から手下が投げたナイフがタウンゼントの背中に突き刺さる。倒れ込んだタウンゼントを抱えたソーンヒルは、居合わせたカメラマンに写真を撮られたうえ、殺人の容疑者として大きく報道されてしまう。
政府の諜報機関の会議室では、教授と呼ばれるボスを中心に、予想外の事態への対応を協議している。タウンゼントに成りすました男は、実はヴァンダムという敵のスパイ一味の親玉で、教授たちは彼らヴァンダム一味の中に自分たちの側のスパイを送り込んでいた。キャプランは教授たちが創造した架空のスパイで、ヴァンダムの注意をキャプランに向けさせることで味方のスパイを守ろうという作戦だった。教授たちはスパイ合戦に巻き込まれたソーンヒルに同情しつつも、味方のスパイの安全のため、敢えて何もしないことに決める。
架空の人物とも知らず、なおもキャプランを追い求めるソーンヒルは、再び持ち前の記憶力を発揮して、シカゴに向かう予定と聞いたことを思い出すと、グランド・セントラル駅から特急寝台列車「20世紀特急」に乗る。その車内でイヴ・ケンドールという女性と親しくなる。彼女はソーンヒルがお尋ね者であることを承知していて、彼を自室に招き入れてかくまう。ところが同じ列車にヴァンダム一味も乗っていて、実はケンドールは彼らと通じていた。
シカゴのラサール・ストリート駅に着くと、ケンドールはキャプランと連絡を取ったと言って、ソーンヒルをインディアナ州の広大な平原に長距離バスで向かわせる。しかし、その平原でいつまで待ってもキャプランは現れず、そのかわり農薬を散布していたはずの軽飛行機が襲いかかってきた。平原やトウモロコシ畑の中を縦横に逃げるソーンヒルを追い回すうち、軽飛行機はソーンヒルが助けを求めて止めさせたタンクローリーに激突して炎上してしまう。
シカゴに戻ったソーンヒルは、キャプランが宿泊しているはずのホテルでケンドールを見つける。既に彼女の素性を怪しんでいたソーンヒルは、こっそりと部屋を出て行った彼女の後を追う。向かった先は骨董品のオークション会場だった。彼が会場に乗り込むと、はたしてケンドールがヴァンダムとその手下に囲まれて客席に座っていた。ヴァンダムはソーンヒルの出現に驚くが、出展品のメキシコ先住民による塑像を落札すると、ケンドールを連れて会場を出て行く。ソーンヒルは手下たちに見張られて動けなくなるが、とっさにオークションの客に扮して、出展品に出鱈目な応札値を付けて会場を混乱させ、警官に連れ出される形で脱出に成功する。
警察署に向かうと思われた彼を乗せたパトカーが向かった先は空港だった。その場で教授が初めてソーンヒルに接触して、全ての事情を説明する。ケンドールこそは教授たちがヴァンダム側に送り込んだスパイなのだった。ヴァンダムは、彼女が敵側のスパイのキャプラン（実はソーンヒル）と懇意であることを知り、彼女を疑い始めていた。教授はソーンヒルに彼女を助けるために協力するように要請する。飛行機でヴァンダムのアジトである山荘があるラシュモア山まで飛び、ヴァンダム一味を待ち構える。そこのカフェテラスに彼らを呼び寄せ、彼らの目前でケンドールが拳銃でキャプラン（実はソーンヒル）を撃ったように見せかけることで、彼女に対するヴァンダムの疑念を晴らすという作戦だった。
作戦は首尾良くいったが、その後でソーンヒルは、ケンドールがヴァンダムに連れられて出国することを知らされた。憤激したソーンヒルは、彼女をヴァンダムから奪う行動に出る。山荘に潜入して様子をうかがうと、すでにケンドールの正体は見破られていて、彼女を殺害する予定になっていること、そして彼らが盗み出したフィルムは落札された塑像の中にあることを知った。それらの情報をひそかにケンドールに伝えるが、近くで待機している飛行機の離陸は間近に迫っていた。
ケンドールは飛行機に乗せられる寸前にヴァンダムの手から塑像を奪って逃げ出す。ソーンヒルと合流して逃走するも、ヴァンダムの手下たちに歴代大統領4人の顔が岩に刻まれた巨大なモニュメントまで追い詰められる。2人が崖下に転落させられそうになったところで、教授が要請した地元保安官による射撃に助けられる。画面が切り替わって、寝台車のベッドの上でソーンヒルとケンドールが抱き合うシーンで幕となる。

## キャスト
| 役名                               | 俳優                         | 日本語吹替                    | 日本語吹替                            |
| 役名                               | 俳優                         | 東京12ch版                    | 日本テレビ版                          |
| ---------------------------------- | ---------------------------- | ----------------------------- | ------------------------------------- |
| ロジャー・ソーンヒル               | ケーリー・グラント           | 中村正                        | 井上孝雄                              |
| イヴ・ケンドール                   | エヴァ・マリー・セイント     | 北浜晴子                      | 吉野佳子                              |
| フィリップ・ヴァンダム             | ジェームズ・メイソン         | 横森久                        | 川合伸旺                              |
| クララ・ソーンヒル（ロジャーの母） | ジェシー・ロイス・ランディス |                               |                                       |
| 教授                               | レオ・G・キャロル            | 真木恭介                      | 大木民夫                              |
| レナード（ヴァンダムの手下）       | マーティン・ランドー         | 納谷六朗                      | 西沢利明                              |
| ジャンケット警部                   | エドワード・ビンズ           |                               | 村越伊知郎                            |
| （偽の）タウンゼント夫人           | ジョセフィン・ハッチンソン   |                               |                                       |
| レスター・タウンゼント             | フィリップ・オバー           |                               |                                       |
| ヴァレリアン（ヴァンダムの手下）   | アダム・ウィリアムズ         |                               |                                       |
| リクト（ヴァンダムの手下）         | ロバート・エレンシュタイン   |                               |                                       |
| 不明 その他                        |                              |                               | 藤本譲 大久保正信 城山知馨夫 水鳥鉄夫 |
|                                    |                              |                               |                                       |
| 演出                               | 演出                         |                               | 伊達渉                                |
| 翻訳                               | 翻訳                         |                               | 平田勝茂                              |
| 効果                               | 効果                         |                               | 遠藤堯雄                              |
| 調整                               |                              |                               |                                       |
| 制作                               | 制作                         |                               | 東北新社                              |
| 解説                               | 解説                         | 芥川也寸志                    | 水野晴郎                              |
| 初回放送                           | 初回放送                     | 1971年4月8日 『木曜洋画劇場』 | 1980年4月30日 『水曜ロードショー』    |

※日本テレビ版吹替がDVD（50周年記念スペシャル・エディション版）およびBlu-rayに収録
※日本語吹替は上記の他、1986年に公開されたJAL機内上映版も存在する。
- 東京12ch版でレオ・G・キャロル の吹き替えをした真木恭介 は、日本で大ヒットしたアメリカドラマ『ナポレオン・ソロ』で、レギュラーのキャロルの声を演じていた。マーティン・ランドーの吹き替えの納谷六朗の兄納谷悟朗は、アメリカドラマ『スパイ大作戦』でランドーの吹き替えをしている。ランドーがまだ若い頃の作品のため、弟の六朗が起用されたと思われる。また六朗は兄が病気の際に代役として起用されたが、全く声が似ていなかったというエピソードも伝えられるが、この作品のことかは不明。

## 作品の評価

### 映画批評家によるレビュー
Rotten Tomatoesによれば、批評家の一致した見解は「手に汗握るサスペンスで、映像的にも象徴的な、このヒッチコック後期の傑作は後に続く数え切れないほど多くのアクションスリラーの基礎を築いた。」であり、79件の評論のうち高評価は99%にあたる78件で、平均点は10点満点中9.1点となっている。Metacriticによれば、16件の評論の全てが高評価で、平均点は100点満点中98点となっている。

### 受賞歴
第32回アカデミー賞（1959年）において3部門にノミネートされた。
- 脚本賞：アーネスト・レーマン
- 美術賞 (カラー部門)：ウィリアム・A・ホーニング、ロバート・ボイル、メリル・パイ、ヘンリー・グレース、フランク・マクケルビー
- 編集賞：ジョージ・トマシーニ

1960年エドガー賞の映画脚本部門でアーネスト・レーマンが最優秀賞を受賞した。

## トリビア

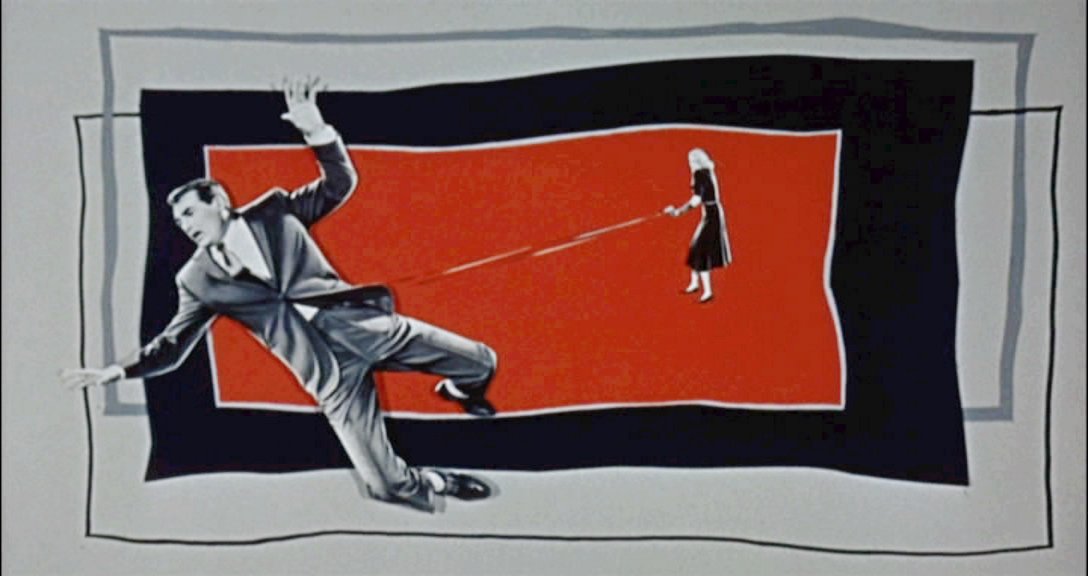
劇場予告編からのスクリーン・ショット

- 恒例のヒッチコック監督のカメオ出演、本作では冒頭のクレジットタイトルの最後、発車直前のバスに乗ろうとした男性がドアを閉められてしまうシーンに登場する。なお、ヒッチコックが女装して列車の乗客として出演しているという説があるが[12]、この女性客を演じているのは『裏窓』にも彫刻家の役で出演したジェスリン・ファクス（Jesslyn Fax）である[13]。
- 食堂車のシーンで、ケンドールが“I never discuss love on an empty stomach”（私は空腹で愛を論じたことがない）と言っているが、もともとのセリフは“I never make love on an empty stomach”（私は空腹でセックスしたことがない）であり、彼女の唇の動きもそうなっている。過激すぎるセリフとして声だけ差し替えられた[14]。
- ソーンヒルが農薬を散布する軽飛行機に襲われる有名なシーンは、カリフォルニア州ベーカーズフィールドで撮影された[15]。飛行機はボーイング・ステアマン モデル75でアメリカ軍が第二次世界大戦中に練習機として導入し、終戦後は民間に払い下げられたため、実際に農薬を散布する農業機として利用されていた。
- この映画の中のミスの1つがメイキングで明らかにされている。ラシュモア山のカフェテリアでケンドールがソーンヒルを拳銃で撃つ場面、ケンドールが発砲する「前」に、画面右手の奥にいる少年が両手で耳をふさいでしまっている（1h45m30s）。何度もリハーサルを繰り返したのが原因のようで、進行役のエヴァ・マリー・セイントは「なぜこのテイクが残されたのかは謎です」と語っている[15]。
- ラストシーンで、ソーンヒルとケンドールが寝台車の中で抱き合った後、列車がトンネルの中に入っていく。ヒッチコックは「あれはこれまでわたしが撮った映画のなかでもいちばん猥褻なショットだ…列車は男根のシンボルだ」と語っている[16][17]。
- ジェームズ・ステュアートはソーンヒル役を熱望していたが、ヒッチコックは婉曲に断ったという[18]。ヒッチコックは、『めまい』がヒットしなかったのはジェームズ・ステュアートがラヴ・ストーリーを演じるには年を取りすぎていたからと考えていたようで、『北北西に進路を取れ』はスパイ・アクション映画ではあるが、ラヴ・ストーリーが大きな位置を占めているため、ジェームズ・ステュアートよりも年長ではあるが若々しいケイリー・グラントを選んだのだろうとトリュフォーは推察している[19][20]。

## 舞台化
キャロリン・バーンズによって舞台化され、2015年にメルボルン・シアター・カンパニーで初演された。